# Chelosania brunnea
Chelosania brunnea is een hagedis uit de familie agamen (Agamidae).

## Naam en indeling
De wetenschappelijke naam van de soort werd voor het eerst voorgesteld door John Edward Gray in 1845. Het is de enige soort uit het monotypische geslacht Chelosania. Ook het geslacht Chelosania werd beschreven door Grayin 1845.

## Uiterlijke kenmerken
De hagedis heeft een lichtbruine kleur met donkere vlekken, de keelzak aan de nek is goed ontwikkeld. De ogen zijn deels bedekt door de oogleden. In combinatie met de kop en de grote keelzak doet de agame meer denken aan een kameleon.

## Verspreiding en habitat
De hagedis is endemisch in Australië en komt voor in de staten Noordelijk Territorium, Queensland en West-Australië. De habitat bestaat uit droge bossen en savannen.

## Levenswijze
Chelosania brunnea is bodembewonend en klimt weinig. Er wordt gebruik gemaakt van een permanent territorium. De hagedis is erg langzaam en doet wat betreft motoriek denken aan een kameleon. De vrouwtjes zetten eieren af, per legsel worden twee tot drie eieren geproduceerd.

### Beschermingsstatus
Door de internationale natuurbeschermingsorganisatie IUCN is de beschermingsstatus 'onzeker' toegewezen (Data Deficient of DD).